# آپوپکا (فلوریدا)
آپوپکا (به انگلیسی: Apopka) شهری در شهرستان اورنج ایالت فلوریدا است که در سال ۱۸۸۲ بنیان‌گذاری شده‌است. این شهر طبق سرشماری سال ۲۰۱۰ میلادی، ۱۴٬۶۲۵ نفر جمعیت داشته و مساحت آن نیز ۶۴٫۶ کیلومتر مربع است.